# Пільна (притока Сіверського Дінця)
Пі́льна — річка в Україні, у межах Вовчанського району  Харківської області, ліва притока Сіверського Дінця (басейн Дону).

## Розташування
Річка бере початок на схід від села Петропавлівка. Тече на захід. Впадає до Сіверського Дінця з південної сторони села Верхня Писарівка. Відстань від гирла Сіверського Дінця до місця впадіння Пільни — 924 км.
Вздовж берегової смуги розташовані села (від витоку до гирла): Петропавлівка, Шевченкове, Пільна, Українське, Лосівка, Сосновий Бір, Верхня Писарівка.

## Опис
Довжина річки — 25 км, похил — 2,8 м/км, площа басейну — 186 км².
Притоки: Яр Гривків (ліва), Земляний Яр (права).